# Зорница (Кырджалийская область)
Зорница (болг. Зорница) — село в Болгарии. Находится в Кырджалийской области, входит в общину Кырджали. Население составляет 1 человек.

## Политическая ситуация
В местном кметстве Широко-Поле, в состав которого входит Зорница, должность кмета (старосты) исполняет Себахтин Али Касим (Движение за права и свободы (ДПС)) по результатам выборов.
Кмет (мэр) общины Кырджали — Хасан Азис (Движение за права и свободы (ДПС)) по результатам выборов.